# Ligue mondiale de volley-ball 2012
Navigation
Ligue mondiale 2011 Ligue mondiale 2013
La 23e édition de la Ligue mondiale de volley-ball se déroulera du 18 mai au 1er juillet 2012 pour la phase intercontinentale et du 4 au 8 juillet pour la phase finale organisée à Sofia en Bulgarie. 

## Formule de la compétition
Dans la phase intercontinentale, 16 équipes sont réparties en 4 poules. Chaque participant d'une poule organisera un tournoi où chaque équipe rencontre une fois les trois autres.
6 équipes seront qualifiées pour la phase finale qui se déroulera du 4 au 8 juillet 2012 en Bulgarie.

Ces équipes seront :

- Le 1er de chaque poule (le 2e de la poule D, si la Bulgarie finit premier)

- Le meilleur 2e

- Le pays organisateur qui est la Bulgarie.

Pour la quatrième année consécutive, le système de comptabilisation des points est : 

- Pour une victoire par 3-0 ou 3-1, le vainqueur obtient 3 points, le perdant 0 point.
- Pour une victoire par 3-2, le vainqueur obtient 2 points, le perdant 1 point.

Pour départager les équipes en cas d'égalité on utilise les critères suivants :
1. Nombre de matchs gagnés
2. Ratio des sets
3. Ratio des points

Les 2 plus mauvais derniers disputent des barrages pour se maintenir en Ligue mondiale.

## Les équipes
Pour déterminer les 2 dernières places qualificatives pour la Ligue mondiale un tournoi de qualification a lieu entre six équipes. Le  Portugal et le  Canada se qualifient à l'issue de ces éliminatoires. Le Canada est la seule équipe nouvelle cette année en Ligue mondiale.
| Poule A | Poule B  | Poule C      | Poule D   |
| Russie  | Brésil   | Italie       | Allemagne |
| Serbie  | Pologne  | États-Unis   | Argentine |
| Japon   | Canada   | France       | Portugal  |
| Cuba    | Finlande | Corée du Sud | Bulgarie  |

## Tour intercontinental

### Poule A
| # | Équipe | Pts | J  | G | Gt | Pt | P | Sp | Sc | Ratio | Pp   | Pc   | Ratio |
| 1 | Cuba   | 28  | 12 | 8 | 2  | 0  | 2 | 32 | 16 | 2     | 1138 | 1039 | 1.095 |
| 2 | Russie | 20  | 12 | 3 | 5  | 1  | 3 | 29 | 23 | 1.261 | 1155 | 1115 | 1.036 |
| 3 | Serbie | 20  | 12 | 4 | 2  | 4  | 2 | 27 | 24 | 1.125 | 1120 | 1118 | 1.002 |
| 4 | Japon  | 4   | 12 | 0 | 0  | 4  | 8 | 10 | 36 | 0.278 | 960  | 1101 | 0.872 |

### Poule B
| # | Équipe   | Pts | J  | G | Gt | Pt | P | Sp | Sc | Ratio | Pp   | Pc   | Ratio |
| 1 | Pologne  | 29  | 12 | 8 | 2  | 1  | 1 | 33 | 13 | 2.538 | 1085 | 987  | 1.099 |
| 2 | Brésil   | 26  | 12 | 7 | 1  | 3  | 1 | 31 | 17 | 1.824 | 1121 | 988  | 1.135 |
| 3 | Canada   | 10  | 12 | 2 | 1  | 2  | 7 | 15 | 30 | 0.5   | 955  | 1055 | 0.905 |
| 4 | Finlande | 7   | 12 | 1 | 2  | 0  | 9 | 12 | 31 | 0.387 | 899  | 1030 | 0.873 |

### Poule C
| # | Équipe       | Pts | J  | G | Gt | Pt | P | Sp | Sc | Ratio | Pp   | Pc   | Ratio |
| 1 | États-Unis   | 26  | 12 | 7 | 2  | 1  | 2 | 30 | 16 | 1.875 | 1075 | 1019 | 1.055 |
| 2 | France       | 24  | 12 | 6 | 3  | 0  | 3 | 29 | 19 | 1.526 | 1115 | 1025 | 1.088 |
| 3 | Italie       | 15  | 12 | 2 | 3  | 3  | 4 | 23 | 28 | 0.821 | 1131 | 1158 | 0.977 |
| 4 | Corée du Sud | 7   | 12 | 0 | 1  | 5  | 6 | 16 | 35 | 0.457 | 1073 | 1188 | 0.903 |

### Poule D
| # | Équipe    | Pts | J  | G | Gt | Pt | P  | Sp | Sc | Ratio | Pp   | Pc   | Ratio |
| 1 | Allemagne | 30  | 12 | 9 | 1  | 1  | 1  | 33 | 10 | 3.3   | 1037 | 880  | 1.178 |
| 2 | Bulgarie  | 22  | 12 | 5 | 3  | 1  | 3  | 28 | 21 | 1.333 | 992  | 1044 | 0.95  |
| 3 | Argentine | 19  | 12 | 5 | 1  | 2  | 4  | 22 | 23 | 0.957 | 973  | 994  | 0.979 |
| 4 | Portugal  | 1   | 12 | 0 | 0  | 1  | 11 | 7  | 36 | 0.194 | 867  | 1033 | 0.839 |

## Phase finale
La phase finale se déroulera à l'Armeets Arena de Sofia en Bulgarie du 4 au 8 juillet 2012. La Bulgarie est qualifiée d'office en tant qu'organisateur.

2 groupes de 3 constituent cette phase finale.
Les 2 premiers de chaque poule passent et s'affrontent dans des demi-finales croisées (1er poule E - 2e poule F et 2e poule E - 1er poule F).

Les vainqueurs disputent la finale, les vaincus la finale pour la 3e place.

### Composition des groupes
| Poule E                | Poule F             |
| Organisateur Bulgarie  | 1er poule A Cuba    |
| 1er poule C États-Unis | 1er poule B Pologne |
| 1er poule D Allemagne  | Meilleur 2e Brésil  |

### Poule E
| # | Équipe     | Pts | J | G | Gt | Pt | P | Sp | Sc | Ratio | Pp  | Pc  | Ratio |
| 1 | États-Unis | 4   | 2 | 1 | 0  | 1  | 0 | 5  | 3  | 1.667 | 180 | 161 | 1.118 |
| 2 | Bulgarie   | 3   | 2 | 1 | 0  | 0  | 1 | 3  | 4  | 0.75  | 159 | 168 | 0.946 |
| 3 | Allemagne  | 2   | 2 | 0 | 1  | 0  | 1 | 4  | 5  | 0.8   | 200 | 210 | 0.952 |

### Poule F
| # | Équipe  | Pts | J | G | Gt | Pt | P | Sp | Sc | Ratio | Pp  | Pc  | Ratio |
| 1 | Pologne | 5   | 2 | 1 | 1  | 0  | 0 | 6  | 2  | 3     | 186 | 166 | 1.12  |
| 2 | Cuba    | 3   | 2 | 1 | 0  | 0  | 1 | 3  | 3  | 1     | 142 | 140 | 1.014 |
| 3 | Brésil  | 1   | 2 | 0 | 0  | 1  | 1 | 2  | 6  | 0.333 | 165 | 187 | 0.882 |

### Tableau final
|  | Demi-finales                                   | Demi-finales                       |                        |   | Finale                             | Finale                             |
|  | Demi-finales                                   | Demi-finales                       |                        |   | Finale                             | Finale                             |
|  |                                                |                                    |                        |   |                                    |                                    |
|  | 07-07-12, Sofia, 25-23 25-22 25-23             | 07-07-12, Sofia, 25-23 25-22 25-23 |                        |   | 08-07-12, Sofia, 17-25 24-26 20-25 | 08-07-12, Sofia, 17-25 24-26 20-25 |
|  | 07-07-12, Sofia, 25-23 25-22 25-23             | 07-07-12, Sofia, 25-23 25-22 25-23 |                        |   | 08-07-12, Sofia, 17-25 24-26 20-25 | 08-07-12, Sofia, 17-25 24-26 20-25 |
|  | États-Unis                                     | 3                                  |                        |   | 08-07-12, Sofia, 17-25 24-26 20-25 | 08-07-12, Sofia, 17-25 24-26 20-25 |
|  | États-Unis                                     | 3                                  |                        |   | 08-07-12, Sofia, 17-25 24-26 20-25 | 08-07-12, Sofia, 17-25 24-26 20-25 |
|  | Cuba                                           | 0                                  |                        |   | 08-07-12, Sofia, 17-25 24-26 20-25 | 08-07-12, Sofia, 17-25 24-26 20-25 |
|  | Cuba                                           | 0                                  | États-Unis             | 0 |                                    |                                    |
|  | 07-07-12, Sofia, 25-23 25-20 25-18             |                                    | États-Unis             | 0 |                                    |                                    |
|  |                                                | Pologne                            | 3                      |   |                                    |                                    |
|  | Pologne                                        | Pologne                            | 3                      | 3 |                                    |                                    |
|  | Pologne                                        |                                    |                        | 3 |                                    |                                    |
|  | Bulgarie                                       | 0                                  |                        |   |                                    |                                    |
|  | Bulgarie                                       | 0                                  | Match pour la 3e place |   |                                    |                                    |
|  |                                                |                                    |                        |   |                                    |                                    |
|  | 08-07-12, Sofia, 25-18 19-25 23-25 25-23 15-12 |                                    |                        |   |                                    |                                    |
|  |                                                |                                    |                        |   |                                    |                                    |
|  | Cuba                                           | 3                                  |                        |   |                                    |                                    |
|  | Cuba                                           | 3                                  |                        |   |                                    |                                    |
|  | Bulgarie                                       | 2                                  |                        |   |                                    |                                    |
|  | Bulgarie                                       | 2                                  |                        |   |                                    |                                    |

## Classement final
| Place              | Équipe       |
| ------------------ | ------------ |
| Médaille d'or      | Pologne      |
| Médaille d'argent  | États-Unis   |
| Médaille de bronze | Cuba         |
| 4                  | Bulgarie     |
| 5                  | Allemagne    |
| 6                  | Brésil       |
| 7                  | France       |
| 8                  | Russie       |
| 9                  | Serbie       |
| 10                 | Argentine    |
| 11                 | Italie       |
| 12                 | Canada       |
| 13                 | Finlande     |
| 14                 | Corée du Sud |
| 15                 | Japon        |
| 16                 | Portugal     |

## Distinctions individuelles

### Meilleures statistiques lors du tour préliminaire
- Meilleur marqueur : Tsvetan Sokolov
- Meilleur attaquant : Kunihiro Shimizu
- Meilleur contreur : Dmitri Muserski
- Meilleur serveur : Wilfredo León Venero
- Meilleur défenseur : Sérgio Dutra Santos
- Meilleur passeur : Donald Suxho
- Meilleur réceptionneur : Yeo Oh-Hyun
- Meilleur libero : Krzysztof Ignaczak

### Récompenses lors du tour final
- MVP : Bartosz Kurek
- Meilleur marqueur : Todor Aleksiev
- Meilleur attaquant : Zbigniew Bartman
- Meilleur contreur : Marcin Możdżonek
- Meilleur serveur : Clayton Stanley
- Meilleur passeur : Georgi Bratoev
- Meilleur libéro : Krzysztof Ignaczak